# سنوفر
قرية سنوفر هي إحدى القرى التابعة لمركز الفيوم في محافظة الفيوم في جمهورية مصر العربية. حسب إحصاءات سنة 2006، بلغ إجمالي السكان في سنوفر 11705 نسمة، منهم 6117 رجل و5588 امرأة.